# Preistoria pe teritoriul României
Preistoria în România se referă la prima epocă din istoria acestor meleaguri. Teritoriul de astăzi al României a fost locuit din cele mai vechi timpuri. Pe baza datelor de care dispun, specialiștii apreciază că primele manifestări de viață omenească pe teritoriul României datează de acum aproximativ 1 500 000 de ani. Epoca pietrei este bine reprezentată în descoperiri arheologice pe tot cuprinsul țării. Se cuvine menționată ceramica din aria culturii neolitice Cucuteni, care a constituit apogeul civilizației înainte de venirea triburilor indo-europene. Peste triburile de agricultori sedentari de la sfârșitul eneoliticului, au venit triburi de păstori din stepele nord-pontice, care sunt presupuse neamuri indo-europene.

## Epoca pietrei

### Paleolitic

#### Paleoliticul inferior
La Bugiulesti, în valea Oltețului, au fost descoperite resturi osteologice a 20 de specii de animale, ce datează de 1, 800 000- 1 400 000 de ani, atestând cea mai veche intervenție umană pe teritoriul actual al României, găsindu-se pe oase urme de zdrobire. Pe valea Dârjovului, valea Dâmbovnicului, Ricipeni, Valea Lupului au fost descoperite unelte primitive, precum bolovani ciopliți din silex, răzuitoare, așchii, străpungătoare, atestând culturi arheologice. Numai la Ricipeni au fost identificate 16 niveluri de locuire. Toporul din piatră cu două fețe este considerat una dintre uneltele cele mai reprezentative ale Paleoliticului inferior românesc. Pe râul Prut sunt găsite numeroase unelte din silex. La Mitoc și la Ciutulești, pe malul râului Răuț, au fost descoperite primele vetre de foc.În peștera Climente II-Dubova a fost găsit un sanctuar în care era depus un schelet uman, în poziție chircită și acoperit cu strat de ocru roșu. 

#### Paleoliticul mijlociu
Cultura musteriană este atestată în întregul teritoriu al României actuale. Au fost descoperite numeroase unelte din cremene și din cuarțit în așezări din peșteri sau terase. De asemenea, erau utilizate și unelte din os. La Ohaba-Ponor s-au descoperit urme osteologice fosile ale omului. S-au găsit complexe de locuire și adăposturi-paravan, în formă de arc, pentru protecția împotriva vânturilor, de 2 metri înălțime, ridicate din oase lungi și crengi, acoperite cu piei de animale și sprijinite, la baza, cu pietre. În interior au fost descoperite și vetre de foc, ca cele din Moldova și Chetrosu.

#### Paleoliticul superior
După dispariția lui homo neanderthalensis, homo sapiens fossilis devine specia predominantă. Culturile aurignaciene sunt dominante, urmate de culturile gravettiene orientale, fiind găsite urme în peșterile Cioclovina și Liliecilor sau terase din Boinești și Dârțu-Ceahlău. 
Au apărut și primele manifestări artistice, singura peșteră cu pereți pictați fiind cea de la Cuciulat, pe valea Someșului, pe unul dintre pereți fiind reprezentate un cal și o felină. Au fost descoperite și podoabe-scoici marine, dinți de animale sălbatice, amulete din piatră și os găsite la Lapoș, Mitoc, Brînzeni, grota Duruitoarea Veche din Duruitoarea și Cosăuți, ce reprezintă mărturii ale unor credințe religioase. 
La Anina, în Peștera cu Oase, a fost descoperite cele mai vechi oseminte umane din specia Homo sapiens sapiens din Europa, Ion de la Anina, ale căror resturi de mandibulă datează de 42.000 de ani.

### Mezolitic
Au fost descoperite microlite-unelte de mici dimensiuni, confecționate din silex, cuarț , cuarțit și os din corn. Vechile sulițe au fost înlocuite cu arcul și săgeata treptat. Apar cete de vânători din 20-30 de persoane. Este atestată domesticirea animalelor. 
Primele așezări mezolitice atestate se găsesc la Erbiceni din Iași, Riciceni-Izvor, Cremenea din Covasna, Buesti-Dealul Taberei, Băneasa I și II, Bălăbănești Spinoasă din Iași, Mihail Kogălniceanu din Iași, Ghireni din Botoșani, Lapos din Buzău, Soroca din Moldova. 
În Mezolitic sunt prezente două culturi: tardenosiana și Schela Cladovei. Au fost descoperite complexe de locuit, obiecte litice, vetre, simple sau amenajate, resturi de fauna. Cele mai multe unelte erau realizate prin tehnici de cioplire rudimentară. 
La Schela Cladovei au fost identificate câteva fragmente osoase ale unui craniu și o mandibulă, și două fragmente de omoplat, ce aparținuseră unui individ de 50 de ani, ce a murit violent. Numeroase descoperiri de schelete poartă amprente unor săgeți din os sau din silex și cranii ce prezintă traume majore.

### Neolitic
- Neoliticul timpuriu (6600-5500). Culturi: Carcea–Gura Baciului, Starčevo-Criș, Ciumești-Pișcolt;
- Neoliticul dezvoltat (5500-5000). Culturi: cultura ceramicii liniare, Vinča, Lumea Nouă, Dudești, Hamangia;
- Eneolitic timpuriu (5500-4500). Culturi: Boian, Vadastra, Hamangia, Vinča, Precucuteni;
- Eneolitic târziu (4500-3800/3700). Culturi: Cucuteni (Cucuteni-Ariușd), Gumelnița, Sălcuță, Bodrogkeresztur, Tiszapolgar, Decea Mureșului, Cernavodă.

Arta străveche neolitică este marcată în prima etapă de dezvoltare ce cuprinde un variat inventar ceramic, cu decorațiuni incizate, excizate sau pictate policrom, cu caracter geometric. 
Figurile feminine sunt frecvente, ca simbol al fertilității, dedicat cultului Zeiței-Mame. Tehnicile de producție și diversificarea activității economice au fost dezvoltate, impunând o diviziune socială. Au fost descoperite semințe carbonizate, ceea ce subliniază cultivarea multor cereale de grâu sau orz, sau leguminoase ca linte și măzăriche. Se modifică radical tipul de alimentație, cu consecințe în general benefice pentru starea de sănătate.
Mijloacele de subzistență sunt multiplicate, ceea ce duce la un spor demografic și creșterea duratei medii de viață. Mobilitatea grupurilor umane scade, începând procesul de sedentarizare. Peșterile sunt abandonate și sunt clădite locuințe durabile și confortabile. În Neoliticul inferior, în spațiul românesc au fost identificate puține situri, unul dintre cele mai reprezentative fiind cel de la Gura Baciului din Cluj, unde a fost atestată o incinerație funerară. Au fost descoperite capete de piatră, similare cu alte produse din spațiile vecine, ceea ce atestă posibile contacte între autohtoni și migratori. 
La Iclod, în Cluj, a fost descoperită o așezare fortificată din Neoliticul mijlociu, prevăzută cu u șanț, valuri de pământ și palisade, alături de o necropola de inhumație și un bogat inventar funerar. La Parta au fost descoperite case cu formă rectangulară, realizate din bârne și lipitură din lut. Cele mai mari se întindeau pe 80 de metri pătrați. În centrul așezării de la Parta a fost găsită și o piață centrală, având un sanctuar, cu altar monumental și o statuie a Zeiței-Mame cu corespondent masculin. 

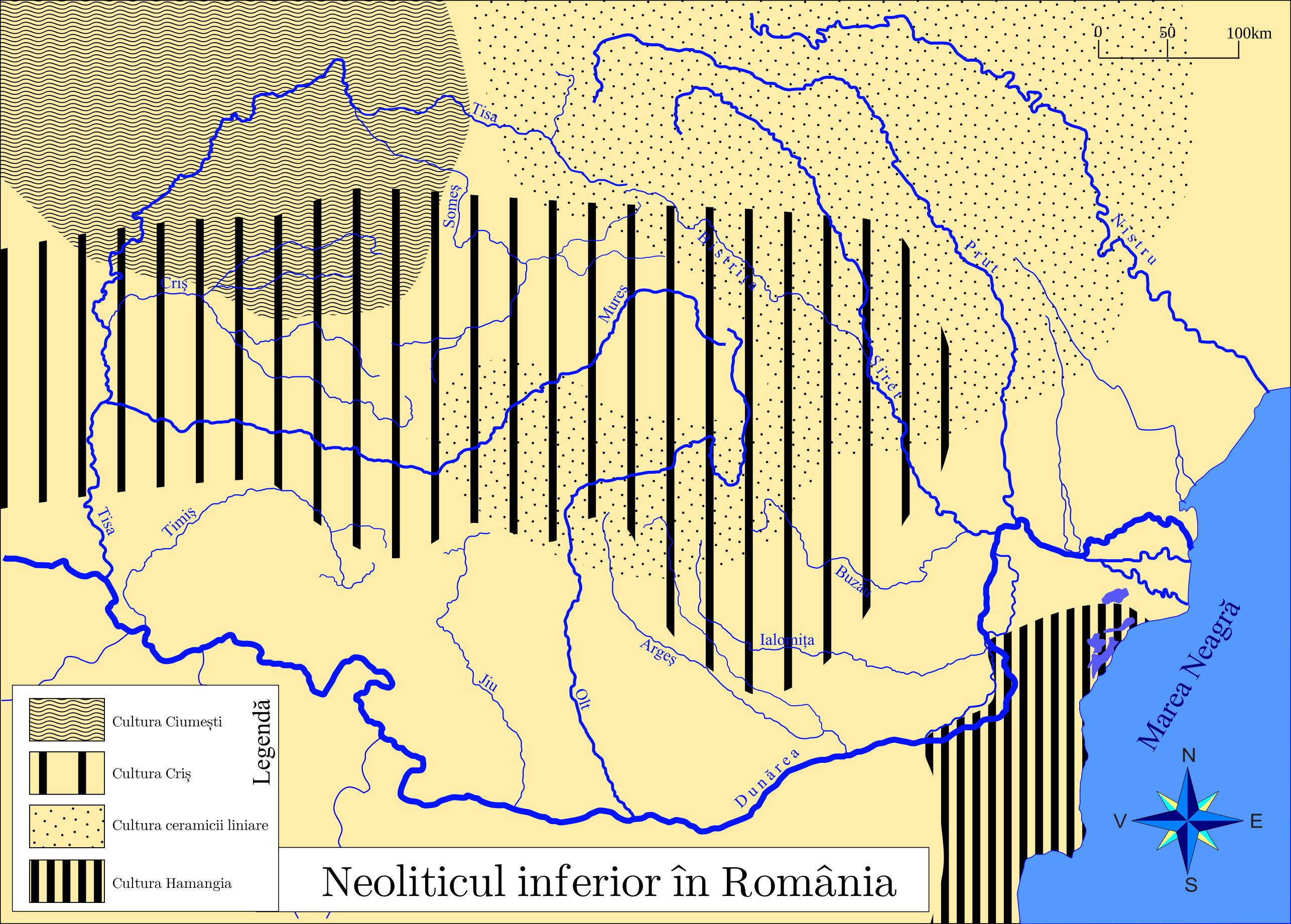
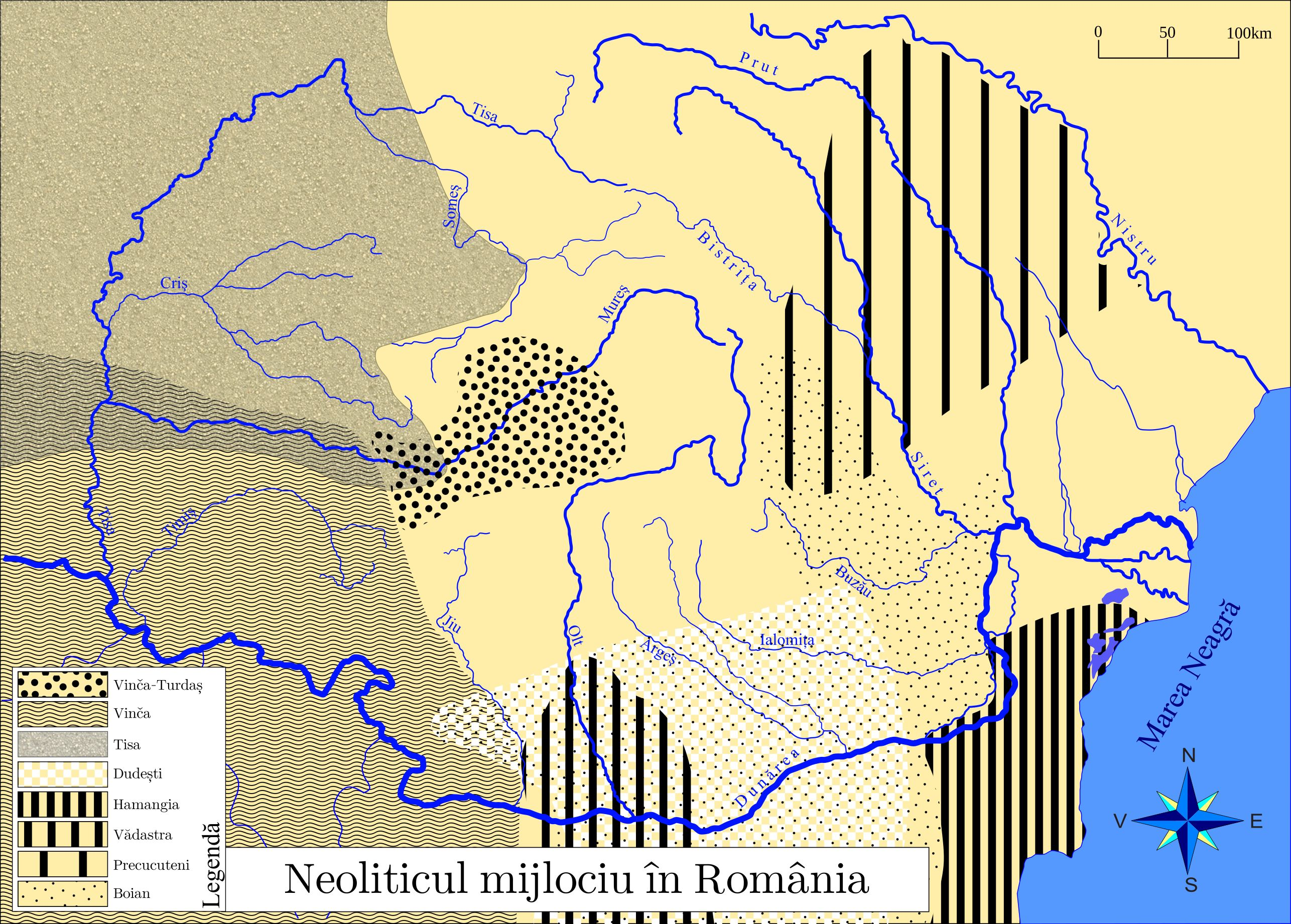
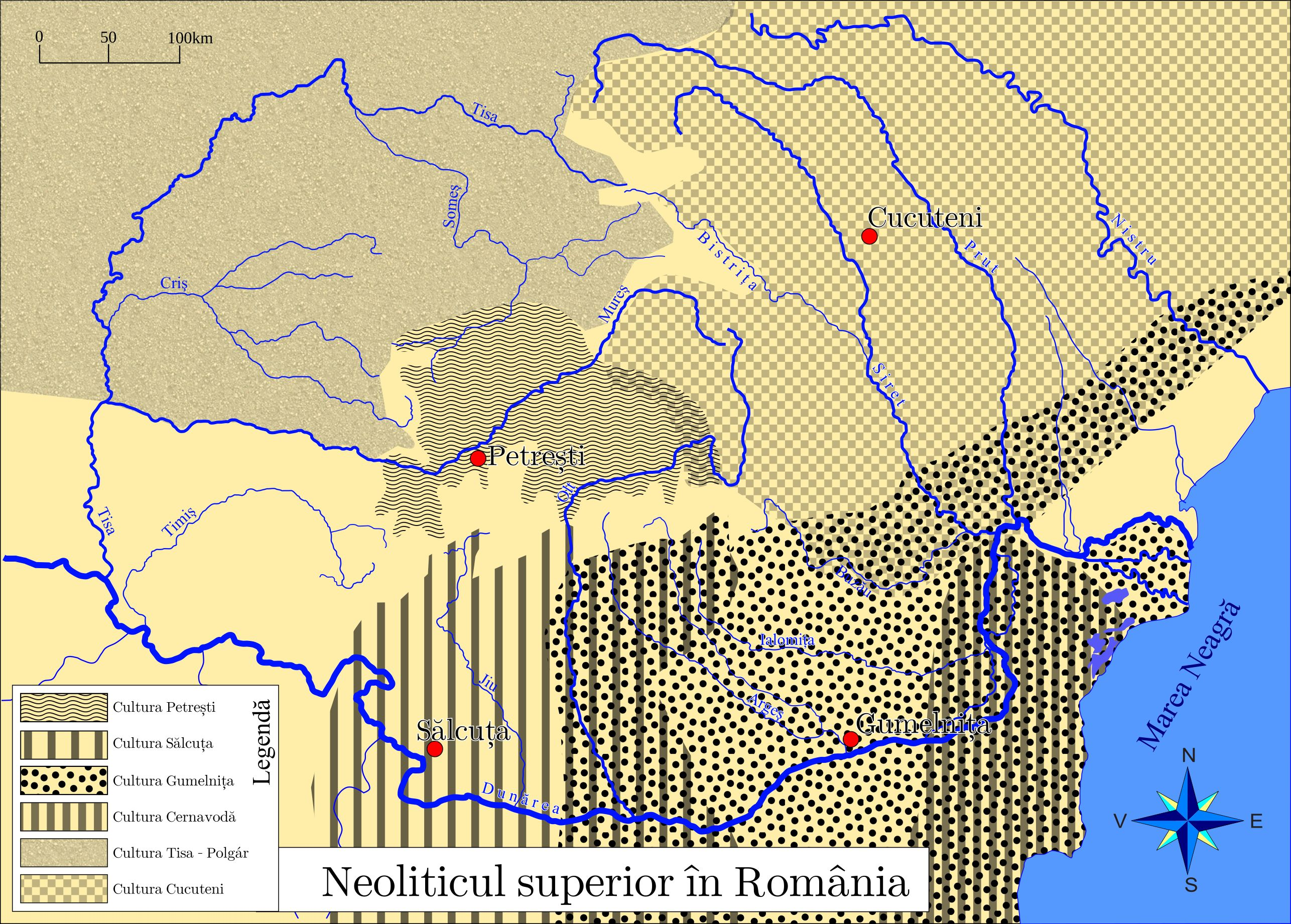

În aria culturii Cucuteni, au fost descoperite locuințe cu podea din trunchiuri de lemn închegate cu lut. La sfârșitul Neoliticului, așezările erau frecvent fortificate. De asemenea, curentul matriarhatului era la apogeu, dedicat zeițelor însărcinate. Este identificată inhumația, în poziție ghemuită sau întinsă. Unele necropole înregistrează 400 de morminte. Sub locuințe au fost descoperite morminte de copii sau cranii izolate, pictate cu ocru roșu, ilustrând prezența ritualurilor funerare, pe model occidental sau sub influențe orientale. 
Neoliticul s-a încheiat în conformitate cu schimbările climatice, geografice și demografice, principalele ocupații fiind modificate, iar mobilitatea triburilor locale a sporit. 

#### Relația dintre sexe
Economia agricolă de subzistență din neoliticul timpuriu a fost practicată inițial la scară redusă de femei. În neoliticul mijlociu își face apariția plugul. Ca urmare a acestei noi descoperiri, agricultura va deveni o activitate practicată preponderent de bărbați. Este de notat totuși că societățile din neoliticul timpuriu nu pot fi descrise drept matriarhii, așa cum nici cele care le-au succedat nu pot fi numite patriarhii, în sensurile moderne ale cuvintelor.

#### Cultivarea plantelor
Erau cultivate graminee-grâu, orz, secară, mei și ovăz, precum și leguminoase ca bob, mazăre și linte, plante tehnice-in și cânepă, și pomi fructiferi ca mărul, atestat doar în aria Cucuteni. 
Probabil cultivau Triticum monococcum, cea mai veche specie de grâu, ce descinde din Triticum boeticum, originar din Orient și sudul peninsulei Balcanice, ce ulterior s-a răspândit pe spații largi pentru că se adapta la orice atitudine cuprinsă între 0-2000 metri. Cultivau Triticum dicoccum, ce există în stare sălbatică în Orientul apropiat, adaptat la relief înalt. Cultivau orz ce se găsea în stare sălbatică în Orientul Apropiat și Mijlociu. 
În neoliticul timpuriu, se optează pentru soiuri de grâu potrivite zonei de climă și reliefului, la Gumelnita fiind cultivat Triticum vulgare, iar la Cucuteni Triticum compactum și Triticum vulgare'. 
Utilizau plantatorul și săpăligă din corn de cerb pentru solurile nisipoase. În Eneolitic utilizau aratul, plug primitiv din lemn, ce permitea exploatarea terenurilor mai dure, ce a dus în cele din urmă la procesul de sedentarizare. Ulterior, a apărut secera Karanovo și râșnița pentru recoltare și producerea făinii. Incendiau pădurile pentru a rezerva spații pentru cultivat, crescând și procentul de potasiu din sol. Cultivau terenurile până la epuizarea solului, și atunci, așezarea era abandonată. Ca metode de îngrășare, depuneau resturile vegetale sau bălegarul. Au impus probabil rotația culturilor, cultivând un teren și lăsând altul în pârloagă (asolamentul bienal), ce are drept consecință sedentarizarea. Nu au fost atestate însă irigațiile. La recoltare, smulgeau sau adunau snopii, fie cu ajutorul secerilor primitive.

#### Domesticirea animalelor
Procesul de domesticire a fost lent și complex (aprox. 6500 i.en.-Carcea Gura Baciului). Animalele supuse procesului au suferit modificări morfologice, comportamentale, speciile fiind riguros selectate. Primul animal domesticit ar fi fost câinele, probabil chiar din mezolitic, acum 10 000 de ani în Europa. Evident, strămoșii câinilor erau sălbatici, aceștia fiind lupii. A urmat oaia, prin 9000 i.en., al cărui strămoș sălbatic era muflonul roșu din Europa sudică. Prin 7000 i.en., au fost domesticiți capra și porcul (al cărui strămoș era mistrețul) și boul, în nordul Greciei, al cărui strămoș era "bos primigenius". 
Procesul de domesticire a implicat adoptarea unor pui de animale de către vânători, fie urmărirea animalelor sălbatice, supraveghind turmele în stare de libertate, fie îngrădind animalele în țarcuri și fiind hrănite de om. Acestea erau înmulțite în stare de captivitate. 
Porcul era sacrificat la vârstă de un an, oaia la 4-10 ani, bovinele-peste 10 ani. Bovinele de sex masculin la vârste avansate erau sacrificate. Erau castrate pentru a fi folosite la tracțiune. Caii nu erau încă domesticiți, în aria culturii Vădastra fiind încă în formă sălbatică și vânat. 

#### Habitatul
Sedentarizarea presupune abandonarea peșterilor și apariția așezărilor. Așezările erau poziționate lângă o sursă de apă, râu sau izvor, de regulă, populațiile neolitice locuind pe terasele râurilor, ostroavelor. Există însă și așezări la înălțime, pe deal, că cele de la Starcevo-Cris, Precucuteni, Cucuteni. Așezările erau deschise, aparate natural. Erau fortificate sau împrejmuite, că cele de la Târpesti/Precucuteni, Traian-Dealul Viilor/Cucuteni, Ghindaresti/Gumelnita 
Așezările erau de tip tell, că cele de la Gumelnita, Hamangia-Hârșova, Sălcuță și Stoicani din Aldeni. Erau împrejmuite de șanțuri, valuri de pământ, palisade din pari și nuiele, din pietre și lut că cele de la Ghindaresti. Construirea fortificațiilor presupunea un efort colectiv mare, așezările fiind de dimensiuni mari. Se desfășurau inelar sau se fortificau părțile nesecurziate natural. Așezările mici cuprindeau doar 5-6 gospodării, iar așezări mari, ca cele de la Trușești/Cucuteni, cuprindeau 93 de construcții. Așezarea Kolominscina din Ucraina este o așezare tipic proto-urbană. 
Locuințele erau dispuse în cerc cu o piață centrală ca la Târpesti, fie pe șiruri, fie în cercuri concentrice, că cele de la Cucuteni. În Ucraina a fost găsită o rețea radială de ulițe, locuințele fiind dispuse aleatoriu, fără un plan prestabilit. Locuințele aveau o suprafață de 1-2 camere sau erau compuse dintr-o camera și un pridvor, rectangulare, având acoperiș în două ape. S-au făcut reconstituiri pe baza descoperirilor arheologice și pe baza unor piese miniaturale din lut ce reproduc locuințe. 
Erau locuințe îngropate în sol, ca bordeie, semibordeie, circulare, cu acoperișuri conice. Erau locuințe cu podea platformă ca cele de la Boian, Vadastra, Cucuteni. Erau locuințe cu etaj, ca cele de la Parta. Podeaua era din lut sau era pământ bătătorit. Ferestrele erau rotunde, acoperite cu bășici de porc. Acoperișurile erau din paie, stuf, papură și crengi. S-au găsit locuințe cu pereți pictați, ca cele din Casciarele, Radovanu, Petru Rareș, Gumelnita. Structura de rezistență era asigurată de trunchiuri masive de copac, în colțuri, pe linia mediană sau centru. 
Pereții aveau o structura din pari, în care se împleteau nuiele . Partea exterioară și interioară a pereților era acoperită cu lut amestecat din pleava și bălegar. În camerele interioare erau vetrele (adâncituri în sol, cu pereții lutuiți, înconjurate de o grădina din pietre, poate și cioburi în structura și un cenușar) și cuptoarele. S-au găsit și hambare și gropi de provizii. 

#### Ceramică
Precursorii vaselor de ceramică erau recipiente din nuiele împletite și lutuite, burdufuri din piele, fructe cu coajă lemnoasă, tigve de animale. Prin intermediul descoperirii vaselor de ceramică, se atestă existența unor centre meșteșugărești de olărit, dar și studierea obiceiurilor alimentare, și viață spirituală, precum și diferențierile sociale. De asemenea, este determinată schimbarea alimentară, modului de preparare a hranei, prin fierbere sau prăjire. Vasele de ceramică permiteau și păstrarea hranei și apei, a cerealelor în condiții optime și transportul unor produse la distanțe mari. În procesul de ardere al ceramicii au fost acumulate și cunoștințele tehnice pentru dezvoltarea metalurgiei. 

#### Practicile funerare
În cadrul practicilor funerare, predomină inhumația, existând o singură necropola de incinerație la Supaclu de Barcău de la Crișana. Forma gropilor era rectangulară sau ovală. Defunctul era întins pe spate sau chircit lateral. Femeile erau depuse pe stânga, bărbații pe dreapta. S-au găsit morminte ale unor copii sau doar cranii sub podeaua locuințelor. De asemenea, au fost găsite schelete decapitate la Cucuteni ce ar atesta comiterea unor jertfe umane. În alte zone, scheletele erau depuse în gropi menajere sau în șanțul de apărare, fie în spații dezafectate ale așezării. Abia din eneolitic apar necropole situate în afara așezărilor. Inventarele sunt sărace până în eneolitic, constând în vase, lame de silex, topoare de piatră, mărgele, pandantive, brățări din scoică Spondylus, ofrande de carne, ocru sub formă de pulbere sau bulgări. Se găsesc însă inventare bogate în necropola de la Iclod, constând în 1-12 vase sau în necropola de la Varna. În aria culturii Hamangia, la Cernavodă, sunt depuse statuete antropomorfe. 
Au fost descoperite în necropola de la Varna 281 morminte. Apare cenotaful. Cele mai bogate morminte aparțineau bărbaților. Un bărbat de 40-50 de ani avea peste 1000 de piese în inventar: mărgele, aplici de aur, verigi și brățări de aur. 

#### Culturi neolitice

##### Cultura Cris-Starcevo
Se remarcă ca fiind cea mai veche cultură neolitică din spațiul carpato-danubian. Original din Asia, s-a extins pe teritoriul actual al României, exceptând Dobrogea și estul Munteniei. Majoritatea așezărilor erau dispuse în vecinătatea cursurilor de apă, în peșteri ca cea de la Climente sau Veterani. Purtători culturii au adus cu ei cea mai veche ceramică pictată înainte de ardere, predominând motivele geometrice, de culoare maro, alb sau negru, pe fond roșu. 

##### Cultura ceramicii liniare
Originală din Europa Centrală, s-a extins spre vest, până în valea Rinului și bazinul Parisului, și spre est, spre Ucraina și bazinul Bugului. Denumirea provine de la decorul ceramicii, ce este incizat în benzi de linii paralele cu motive spiralice și unghiulare. Din mileniul V i.en., s-a extins în Transilvania, Moldova și nord-estul Munteniei. 

##### Cultura Hamangia
De origine est-mediteraneană, s-a extins în Dobrogea și sud-estul Munteniei. Și-a lăsat amprenta prin varietatea de forme ceramice și prin plastică excepțional de bogată și originală, ca Gânditorul și Femeia șezând, descoperite în 1956 într-o necropola de la Cernavodă.

##### Cultura Vincea-Turdas
Prezentă în Banat, în vestul și sud-vestul Olteniei, pe valea Mureșului și în Transilvania, purtătorii ei au impus primele vase antropomorfe și zoomorfe realiste.

##### Cultura Boian
Prezentă în Câmpia Română, s-a extins pe un spațiu larg, cuprins între Munții Carpați și Balcani. Se caracterizează prin răspândirea toporului cu gaură pentru coadă, utilizarea frecventă a aramei pentru producerea podoabelor și uneltelor și pictură cu grafit.

##### Cultura Cucuteni
Apărută în mileniul IV î.e.n., a fost prezentă în sud-estul Transilvaniei și sud-vestul Moldovei. S-a extins către est, până la Nipru. Impresionează prin ceramică, decorată cu forme geometrice, în care predomină motivul spiralei. Vasele erau realizate dintr-un material fin și frământat, cu diversitate de forme. Au fost descoperite la Cucuteni, pe Dealul Cetățuiei.

##### Cultura Gumelnita
S-a extins din sud-estul Europei, fiind prezentă în sud-estul Moldovei și în Dobrogea. A fost perioada de apogeu a tehnicii de cioplire a pietrei-renașterea prelucrării silexului. Ceramică era neagră, variat decorată, cu ornamente în alb și roșu, statuetele erau din lut și marmură, iar vasele aveau caracter zoomorf sau antropomorf. Locuitorii din aria culturii creșteau cornute mari, cai, oi, capre și porci. În așezarea de la Căscioarele, a fost descoperit și un model de sanctuar din lut ars, un soclu lung și cu înălțime de 22,5 cm, peste care s-au ridicat patru tipuri de locuințe. Vasele erau modelate pentru a imita diverse animale, precum cele descoperite la Frumușica-Neamț, Berești-Galați, Ruseștii Noi din Lăpușna. Piesa Hora de la Frumușica este un vas format din șase siluete feminine în vâltoarea unui dans popular. Sunt bine reprezentate și cuptoarele din lut ars.

##### Cultura bugo-nistreană
Prezența la est de Prut, atestată după descoperirile de la Seliște de pe răul Răuț, Orhei, Zahareuca sau valea Botnei. 

##### Cultura Cernavodă
Apar unelte din aramă și din bronz, iar purtătorii culturii răspândesc calul domestic în spațiul carpato-danubian și central-european.

##### Cultura Coțofeni
Prezentă în Transilvania, Banat, Oltenia, vestul Munteniei.

## Epoca metalelor

### Epoca Bronzului
Începutul Epocii bronzului în România poate fi plasat la mijlocul mileniului al III-lea î.Hr.
Cele mai importante culturi sunt:
- Cultura Coțofeni
- Cultura Horodiștea
- Cultura Schneckenberg
- Cultura Glina
- Cultura Monteoru
- Cultura Periam-Pecica.

### Epoca fierului
Asemenea celorlalte țări europene, Epoca Fierului în spațiul românesc se va manifesta preponderent în raport cu perioadele Hallstatt și La Tène, ambele de origine celtică, ambele jucând un rol important în dezvoltarea tehnologică a culturilor locare. 
Hallstattul timpuriu în spațiul românesc va coincide cu ultimele faze ale Epocii Bronzului. Cel mijlociu va fi dominat de formarea primelor culturi gete și dace. Așezările acestora vor fi de durată scurtă sau sezoniere, reflectând stilul lor de viață pastoral (aspect vizibil al culturii Basarabi). Locuințele lor erau construite din lemn. Acestea, în mare parte deja apropiate una de alta, se vor dezvolta paralel, interacționând cu migratorii celți care vor introduce noi tehnologii, precum roata olarului. Aceste noutăți nu vor fi complet adoptate de geți și daci, aceștia încercând să imite cu mâna ceramica făcută cu roata olarului până prin secolul V î.Hr.
În Hallstattul târziu, spre sfârșitul secolului VI î.Hr și începutul secolului V va avea loc un proces de omogenizare accelerată între culturile nord-dunărene. Acest fapt a fost cauzat de interacțiunea sporită a acestora atât cu tracii sud-dunăreni, cât și cu coloniile grecești din vestul Mării Negre. Sunt introduse influențe răsăritene în Transilvania și de-a lungul Dunării, fapt care poate fi atribuit migrării agatârșilor, respectiv incursiunilor scite în spațiul românesc.